# Spionhotell
Ett spionhotell är ett hotell där ett eller flera av rummen har försetts med dold och hemlig inspelningsutrustning eller annan övervakningsteknik. Spionhotell var vanliga i kommunistiska diktaturer under det kalla kriget, men bevakning av hotellrum har också förekommit i andra länder. Till de länder där man fortfarande misstänker att vissa hotellrum står under permanent övervakning hör Nordkorea.

## Spionhotell i Östtyskland (DDR)
I det forna Östtyskland inkvarterades ofta utländska besökare i speciella spionhotell. Spionmyndigheten Stasi förde sedan detaljrika protokoll över allt som sades och skedde innanför rummets väggar. Åtskilliga svenska journalister och företagsledare blev övervakade på ett sådant sätt. Dessa hemliga övervakningsrapporter förvaras numera i ett Stasiarkiv, öppet för bland annat forskare.

### Östtyska spionhotell
- Unter den Linden (hotell)
- Palast Hotel
- Hotel Metropol

## Spionhotell i Sovjetunionen
I Sovjetunionen hade den ryska säkerhetstjänsten KGB flera hotellrum under bevakning. Det mest ökända spionhotellet i Moskva var det jättelika Hotell Rossija (engelskt namn: Hotel Rossiya) (ryskt namn: Россия) där några rum var direkt kopplade till ett centralt avlyssningsrum. KGB anlitade även prostituerade som besökte vissa gäster medan de avlyssnades och/eller filmades.